# Morro do Galo
A Agremiação Carnavalesca Morro do Galo  é uma escola de samba do carnaval de Uruguaiana.
A escola situa-se no Bairro Cabo Luiz Quevedo. Suas cores são o azul e o amarelo tendo como símbolos uma coroa e um galo. A escola fez sua primeira participação no carnaval da cidade no ano de 2015, com um Desfile de Avaliação.  É uma escola nova.

## Segmentos

### Presidentes
| Nome          | Mandato         | Ref.  |
| ------------- | --------------- | ----- |
| André da Rosa | 2014-atualmente | [ 1 ] |

## Carnavais
| Ano  | Colocação    | Grupo     | Enredo                                          | Carnavalesco | Ref.  |
| ---- | ------------ | --------- | ----------------------------------------------- | ------------ | ----- |
| 2015 |              | Avaliação | Nada de Rinha, Apenas a Arte de um Galo         |              | [ 3 ] |
| 2016 |              | Convidada |                                                 |              | [ 4 ] |
| 2017 | 4º           | Grupo 2   | O Morro do Galo Canta o Brasil que Cai na Dança |              | [ 5 ] |
| 2018 | Não desfilou |           |                                                 |              | [ 6 ] |